# Electronic Games
Electronic Games — первый в мире журнал, полностью посвящённый видеоиграм. Журнал был основан в 1981 году Арни Кацем, Биллом Канкелом, ранее писавшими колонку о видеоиграх «Аркадная аллея» в журнале Video, и женой Каца, Джойс Уорли. Издание освещало игры для самых различных платформ: портативных консолей, приставок, компьютеров и аркадных автоматов.
Серьёзным ударом для журнала стал кризис индустрии видеоигр в 1983 году. Тиражи журнала падали, и в 1985 году он прекратил своё существование. Кац, Канкел и Уорли продолжили заниматься разработкой игр, основав компанию Subway Software. Билл Канкел оставался игровым журналистом вплоть до своей смерти в 2011 году.
Позднее выходил журнал Electronic Gaming Monthly, никак не связанный с настоящим изданием.

## Интересные факты
- Журнал не только заложил основы для видеоигровой журналистики, но и ввёл несколько широко использующихся и по сей день терминов, например «shoot 'em up»[3], «playfield»[3], «пасхальное яйцо»[5].
- Первый выпуск журнала настолько редок и ценен среди коллекционеров, что один из создателей издания, Билл Канкел, позднее даже не мог его приобрести[7].